# Johann Friedrich Kind

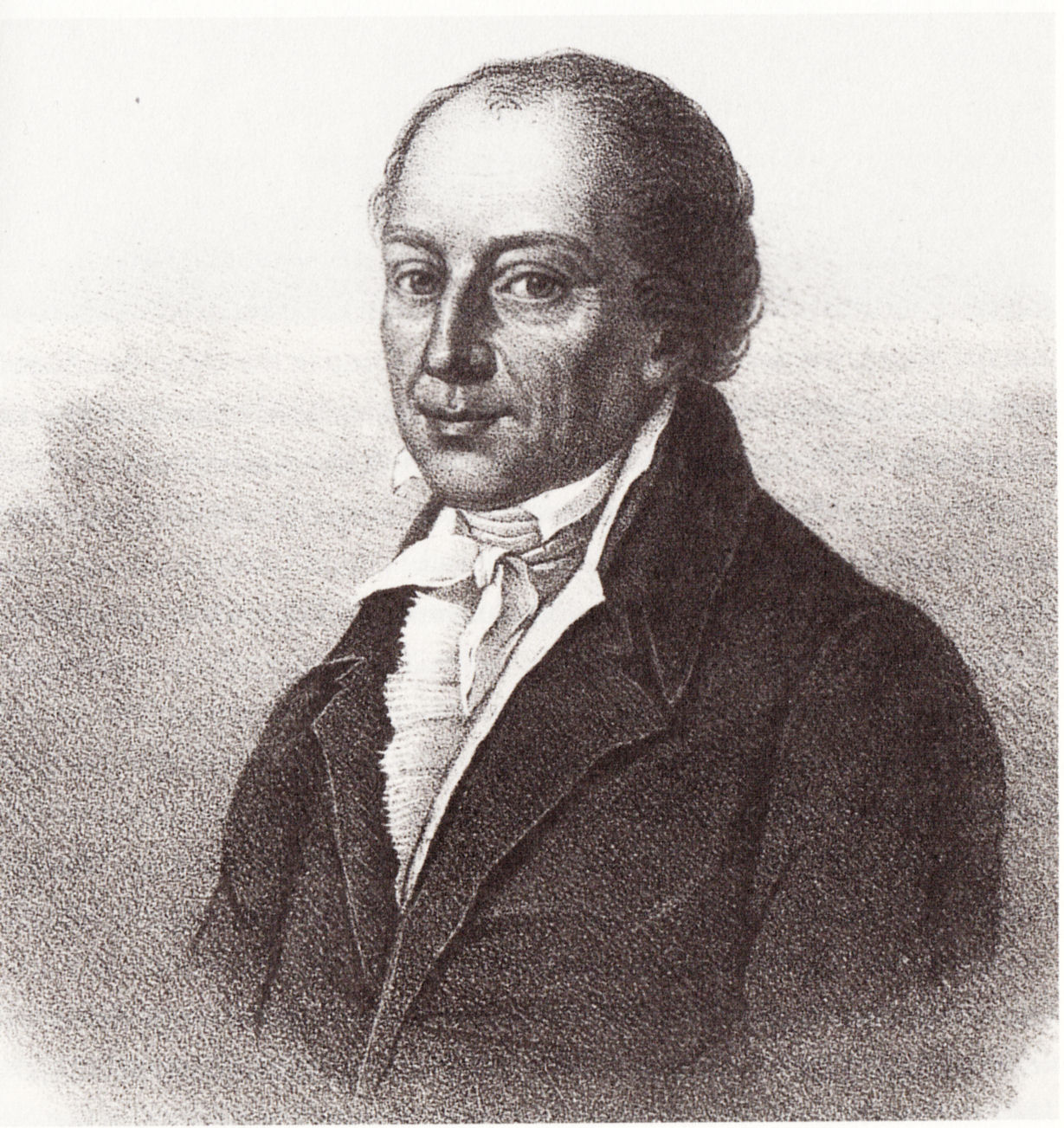
Johann Friedrich Kind

Friedrich Kind (* 4. März 1768 in Leipzig; † 24. Juni 1843 in Dresden; Taufname Johann Friedrich Kind) war ein deutscher Dichter und Schriftsteller. Er war zu seiner Zeit ein viel gelesener Autor und der Librettist der Oper Der Freischütz.

## Leben
Der Vater von Friedrich Kind, Johann Christoph Kind (1728–1793), war Richter und Ratsherr von Leipzig. Dort besuchte Friedrich nach erstem privatem Unterricht von 1782 bis 1786 die Thomasschule, u. a. mit August Apel (1771–1816), dem späteren Autor der Freischütz-Novelle im Gespensterbuch.
An der Universität Leipzig studierte Kind von 1786 bis 1789 Philosophie und Jura. Um eine unstandesgemäße Heirat mit seiner Jugendliebe zu verhindern, schickte ihn sein Vater nach der Promotion 1789 als Volontär ans Justizamt in Delitzsch. Dort schrieb er auch Texte für ein privates Theater.
1792 ging er nach Dresden, wo er 1793 die Zulassung als Anwalt erhielt. In einem Aufsehen erregenden Prozess vertrat er Christoph Martin Wieland erfolgreich gegen die Weidmannsche Buchhandlung. 1793/1794 erschien eine zweibändige Sammlung von Gedichten und Erzählungen Kinds unter dem Titel Lenardos Schwaermereyen. Danach trat, durch die anwaltliche Tätigkeit und Familiengründung bedingt, eine schriftstellerische Flaute bis zur Jahrhundertwende ein. Dann wandte er sich auch der Dramatik zu, obwohl die Erzählung sein Hauptfeld blieb. Es erschienen mehr als 20 Erzählungsbände, die teilweise zu Reihen wie Tulpen, Roswitha und Lindenblüthen zusammengefasst waren.
Dank dem Erbe seines Vaters finanziell unabhängig, gab er 1816 seine Anwaltsarbeit auf und widmete sich ganz der Schriftstellerei. 
Kind war Gründungsmitglied des Dresdner Liederkreises. Dort traf er 1817 auf Carl Maria von Weber, mit dem er eine Zusammenarbeit begann. Dieser vertonte Kinds Gedicht Das Veilchen und schuf nach dessen Text das Singspiel Der Weinberg an der Elbe, bei dessen Aufführung vor dem Dresdner Hof der vierjährige Richard Wagner (1813–1883) als Putto mit Flügeln mitwirkte. Kind und Weber einigten sich, dass eine Oper nach der Novelle aus Apels Gespensterbuch entstehen sollte. Kind lieferte nach zehn Tagen das Libretto zum Freischütz, wobei er die Handlung nach Böhmen verlegt und ihr einen glücklichen Ausgang verschafft hatte. Am großen Erfolg der Oper sah Kind seinen Anteil nicht ausreichend gewürdigt, was ihn verstimmte. Im Jahr 1818 verlieh der Herzog von Sachsen-Coburg-Gotha auf Fürsprache von Carl Maria von Weber Friedrich Kind den Titel Hofrat. Dennoch zog er sich von Weber zurück.

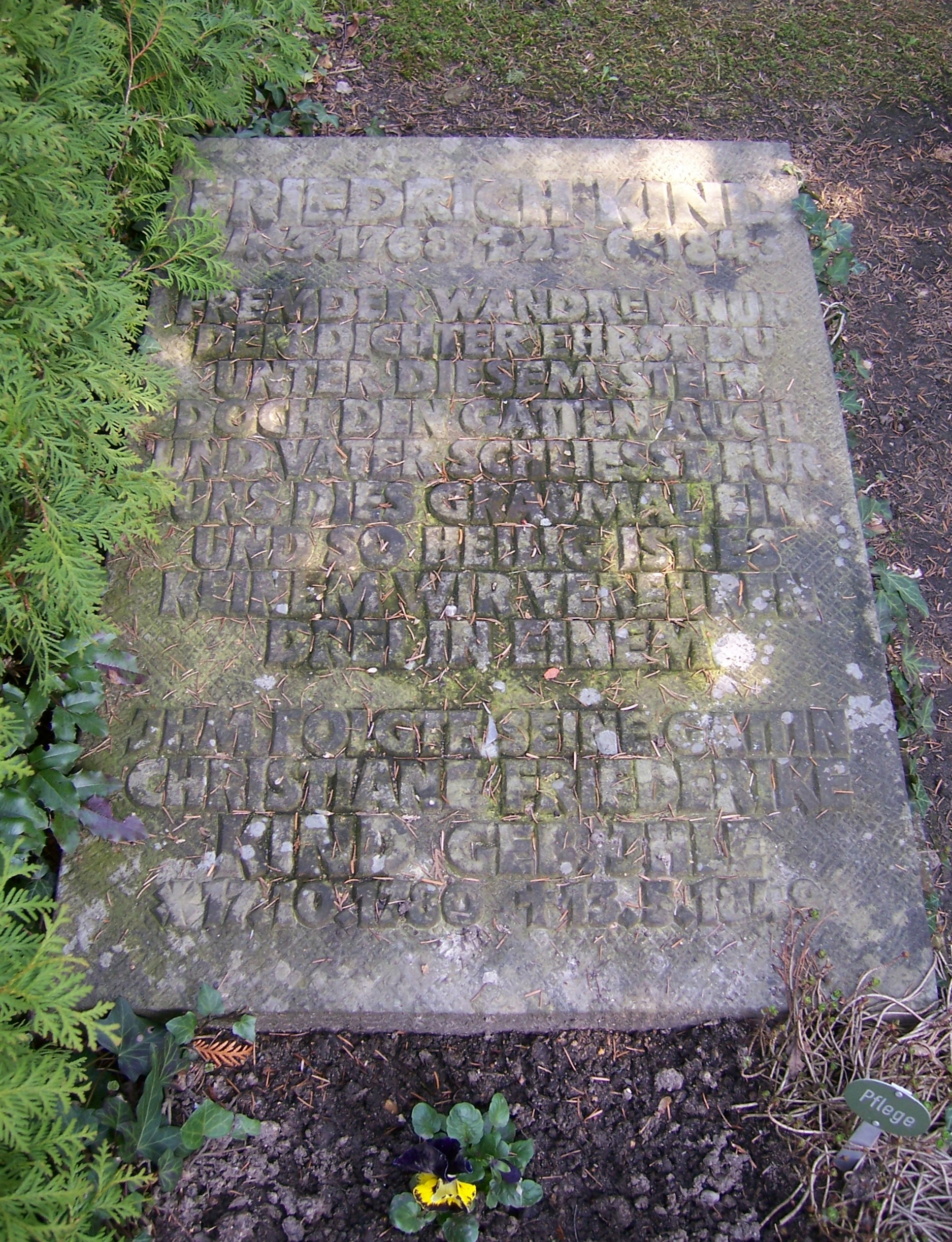
Friedrich Kinds Grab auf dem Dresdner Trinitatisfriedhof

Kinds Name tauchte nicht nur im Zusammenhang mit Weber auf. So verwendete Heinrich Marschner (1795–1861) Kinds Lustspiel Der Holzdieb für seine gleichnamige Komische Oper, die 1825 in Dresden uraufgeführt wurde. Der Text zur Oper Das Nachtlager von Granada von Conradin Kreutzer (1780–1849) ist eine Bearbeitung von Kinds Schauspiel gleichen Namens.
Friedrich Kind verfolgte auch eine rege Herausgebertätigkeit. So betreute er zum Beispiel nach dem Tod von Wilhelm Gottlieb Becker von 1815 bis 1832 dessen Taschenbuch zum geselligen Vergnügen und von 1817 bis 1826 die Dresdner Abendzeitung, das Organ des „Dresdner Liederkreises“.
'
Als seine Popularität mehr und mehr verblasste, zog er sich 1832 aus dem literarischen Leben zurück. Er gab 1843 eine Ausgabe des Freischütz-Textbuchs mit erläuternden und dokumentarischen Beigaben heraus, um seinen Anteil am Erfolg der Oper der Nachwelt zu dokumentieren.
Friedrich Kind war zweimal verheiratet. Ein Jahr nach dem Tode seines Vaters ehelichte er 1794 seine Jugendliebe Juliane Wilhelmine, geb. Zink (1774–1795), die im Folgejahr verstarb, wenige Tage nach der Geburt des Sohnes Wilhelm (1795–1813), der in den Befreiungskriegen fiel. 1796 heiratete er Friederike, geb. Ihle (1780–1849). Aus dieser Ehe stammten die Töchter Friederika Meta (1798–1846) und Friederike Roswitha (1814–1843). Am 24. Juni 1843 starb Friedrich Kind in Dresden und wurde auf dem Trinitatisfriedhof beigesetzt.

## Werke (Auswahl)

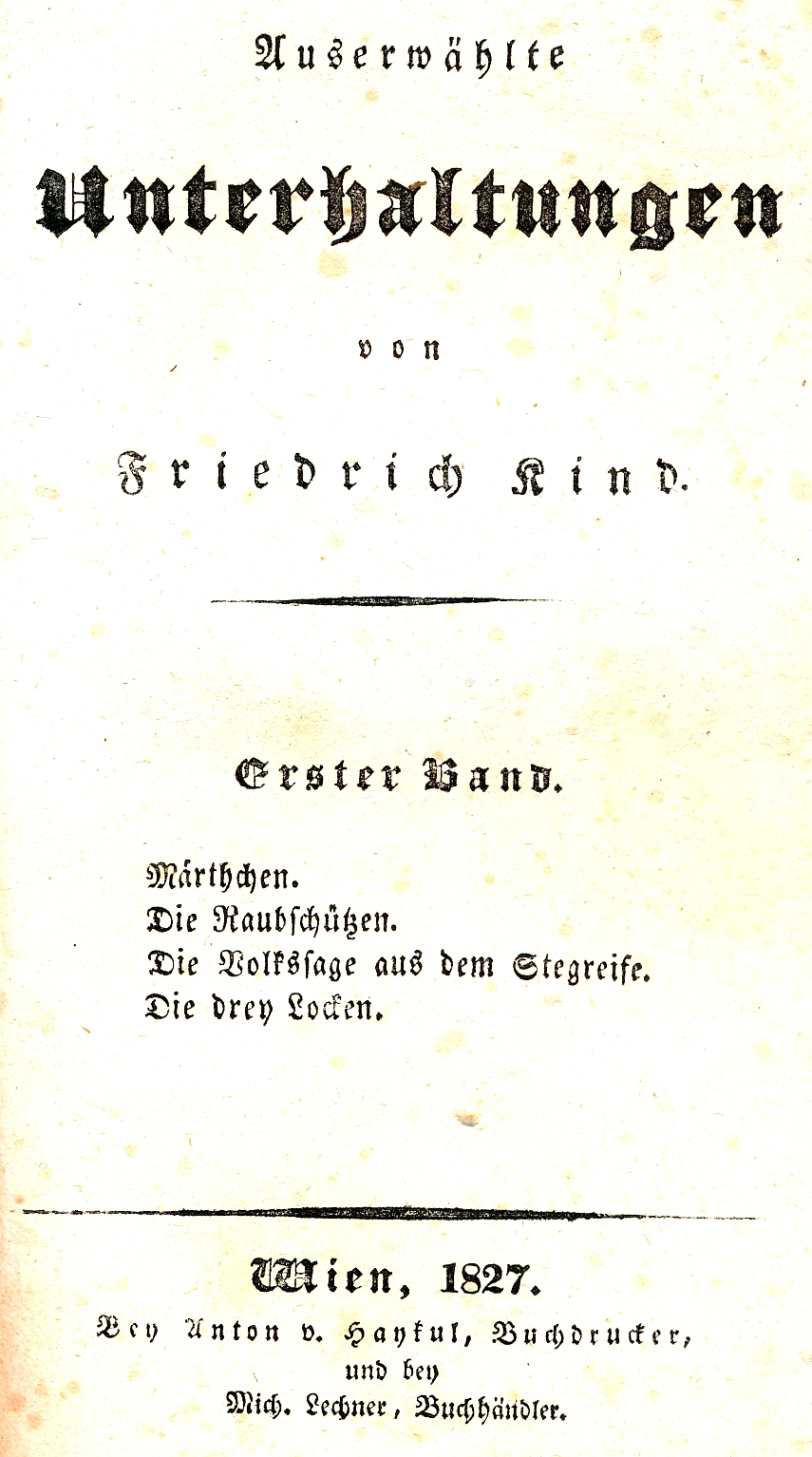
Auserwählte Unterhaltungen, Wien 1827 (Titelseite)

Ausführliche Liste mit Digitalisaten auf Wikisource
- Carlo (1801)
- Tulpen (1807)
- Gedichte (1808)
- Das Gespenst (1814), online
- Van Dyks Landleben (1817)
- Der Weinberg an der Elbe (1817)
- Das Nachtlager von Granada (1818)
- Der Freischütz (1821), online (Libretto englisch/deutsch)
- Neuere Gedichte (1825), online
- Auserwählte Unterhaltungen, Wien 1827